# Берсерк (аниме-сериал, 1997)
«Берсерк» (яп. 剣風伝奇ベルセルク Кэмпу: дэнки Бэрусэруку) — аниме-телесериал, основанный на одноимённой манге Кэнтаро Миуры. Сериал был выпущен компаниями Nippon Television и VAP, анимирован на студии Oriental Light and Magic, режиссёр — Наохито Такахаси. На канале Nippon TV с октября 1997 по апрель 1998 года было показано 25 серий. «Берсерк» был лицензирован для издания на английском языке в Северной Америке компанией Media Blasters, а затем приобретён Discotek Media. Критики высоко оценили сюжет, персонажей, сеттинг и саундтрек, написанный Сусуму Хирасавой.

## Сюжет
Гатс — одинокий воин-наёмник, который бродит по Мидленду в поисках сражений, движимый исключительно желанием выжить. После того как его победил Гриффит, амбициозный и харизматичный лидер страшной группы наёмников под названием «Отряд Сокола», Гатс становится её полноправным членом. Он быстро поднимается по карьерной лестнице и становится лучшим воином Гриффита. Однажды Гриффит показывает Гатсу свой Бехелит, таинственную демоническую реликвию, и рассказывает о своей мечте — править собственным королевством. Спустя три года «Отряд Сокола» вырос в силе и численности, а Гатс стал его командиром. Он встречает Бессмертного Зодда, страшного воина-гиганта, который, едва не убив его и Гриффита, спасает их жизни, увидев Бехелит Гриффита, и предупреждает Гатса о неизбежной смерти, когда мечта Гриффита умрёт. Во время выздоровления Гриффит начинает сближаться с дочерью короля Мидленда, Шарлоттой. На королевском ужине он подслушивает разговор между Гриффитом и Шарлоттой, где Гриффит говорит, что для него настоящий друг — это тот, у кого есть своя мечта, тот, кого он может назвать равным себе. В конце концов «Отряд Сокола» нанимается на постоянную работу в королевство Мидленд и помогает выиграть Столетнюю войну с империей Тюдоров. Тем временем у Гатса завязываются близкие отношения с Каской, командиром отряда «Соколов» и единственной женщиной в его составе. Через некоторое время после победы «Соколов» Гатс решает покинуть отряд, чтобы перестать жить ради мечты Гриффита. Гриффит вызывает Гатса на дуэль, говоря ему, что он присоединился к группе «Сокол», потому что проиграл, и что он сможет покинуть «Соколов», только если сможет победить его. Победив Гриффита одним взмахом меча, Гатс подтверждает своё решение и уходит. Психологически опустошённый уходом Гатса, Гриффит в порыве чувств вступает в половую связь с принцессой Шарлоттой, не подозревая, что за ним наблюдают. В результате Гриффита заключают в тюрьму и подвергают пыткам, а остальных «Соколов» приговаривают к смерти.
Гатс, который целый год удалённо тренировался, чтобы стать лучшим фехтовальщиком, в конце концов узнаёт, что «Соколы» теперь вне закона и что Каска стала их лидером. Гатс отправляется к ним на помощь и успевает вовремя, пока они сражаются с группой наёмников. У Каски есть план по спасению Гриффита из Башни Возрождения, где его держат. Подготовившись, они отправляются в подземелье под Башней Возрождения, где находят Гриффита изуродованным, обезображенным и немым, из-за чего падают духом. Каска говорит Гатсу, что она должна позаботиться о Гриффите, а Гатс должен продолжать свой путь. Услышав их, Гриффит в отчаянии уезжает на повозке и случайно падает в реку неподалёку. Он выползает из-под обломков и пытается покончить с собой, проткнув горло острым корнем дерева, но терпит неудачу. Вместо этого он чудом находит свой Бехелит, который потерял во время заточения, и непреднамеренно активирует его своей кровью. Это приводит к событию под названием «Затмение», переносящему всех присутствующих в другую плоскость бытия. Рука Бога, Длань Господня, группа архидемонов, сообщает Гриффиту, что он избран последним членом их группы и должен принести своих товарищей в жертву «апостолам» — людям, подобным Зодду, которые стали могущественными демонами, пожертвовав своими близкими и собственной человечностью. Гриффит соглашается, из-за чего всех «Соколов», кроме Гатса и Каски, апостолы убивают и пожирают. Гриффит возрождается как пятый член Руки Бога, Фемто, и насилует Каску на глазах у Гатса, пока тот удерживается апостолом, вцепившимся ему в руку. Он отрубает себе левое предплечье и лишается правого глаза в тщетной попытке остановить своего бывшего друга. Во флешфорварде показано, что Гатс в конце концов выживает после Затмения и спустя некоторое время становится известным как Чёрный Мечник, начав мстить Руке Бога и апостолам.

## Роли озвучивали
| Персонаж       | Сэйю              |
| -------------- | ----------------- |
| Гатс           | Нобутоси Канна    |
| Гриффит        | Тосиюки Морикава  |
| Каска          | Юко Миямура       |
| Рикерт         | Акико Ядзима      |
| Джудо          | Акира Исида       |
| Пиппин         | Масуо Амада       |
| Коркус         | Томохиро Нисимура |
| Носферату Зодд | Кэндзи Уцуми      |
| Воид           | Унсё Исидзука     |
| Слан           | Ацуко Танака      |
| Убик           | Тяфурин           |
| Гастон         | Масахито Каванаго |

## Релиз
«Берсерк» был спродюсирован Nippon Television и VAP, анимирован Oriental Light and Magic и снят режиссёром Наохито Такахаси. Сериал начинается с арки «Чёрный мечник» оригинальной манги, продолжающейся аркой «Золотой век» и охватывающей 12 томов (и часть 13-го тома). 25 серий транслировались в Японии по каналу Nippon TV с 8 октября 1997 года по 1 апреля 1998 года. VAP выпустила 13 серий на VHS с 1 февраля 1998 года по 21 января 1999 года. Позже сериал был издан на 7 DVD-дисках с 23 апреля по 22 октября 2003 года. 18 января 2012 года «Берсерк» вышел на Blu-ray.
Urban Vision вела переговоры о лицензии на сериал для выпуска на английском языке в Северной Америке, однако затем «Берсерк» был приобретён Media Blasters. Английский дубляж выполнен компанией NYAV Post. В 2002 году канал Sci-Fi Channel хотел провести трансляцию, но Media Blasters предупредила, что насилие потребует значительных цензурных сокращений. Media Blasters выпустила аниме на VHS и 6 DVD под своим лейблом Anime Works с 28 мая 2002 года по 27 мая 2003 года. Полный комплект DVD вышел 16 ноября 2004 года, а 10 марта 2009 года было выпущено ремастированное издание. В декабре 2012 года Media Blasters сообщила, что срок действия прав на сериал истёк. В январе 2024 года Discotek Media объявила о лицензировании сериала и выпустила его на Blu-ray 26 марта того же года.
В Великобритании «Берсерк» был лицензирован компанией MVM Films. Шесть DVD были выпущены с 3 сентября 2007 года по 7 июля 2008 года. MVM переиздала полный комплект DVD 11 октября 2010 года, а коллекцию Blu-ray — 6 февраля 2017 года. Madman Entertainment выпустила 6 DVD в Австралии и Новой Зеландии со 2 декабря 2002 года по 18 июня 2003 года. Полная коллекция DVD была издана 17 марта 2004 года, а коллекция Blu-ray — 21 февраля 2018 года.